# ヴァンフォーレ甲府の練習場
Jリーグ・ヴァンフォーレ甲府の複数ある練習場についてヴァンフォーレ甲府の練習場として記述する。

## 概要
クラブチームであるヴァンフォーレ甲府は創設時から特定の練習場を持たず、山梨県内の練習場を移動して練習を行なっている。練習日程及び会場へのアクセスについてヴァンフォーレ甲府の公式ホームページにおいて確認できる。ただしスケジュールは変動することがあり、ごく稀であるが公式サイトに掲載されていない練習場で練習を行うこともあるため、注意が必要である。以前は企業および学校の敷地内にある練習場を利用したこともあったが、その場合一般の立ち入りが禁止されており、該当する会場で練習する場合は非公開となっていた（ただしマスメディア関係者に限り事前にクラブへ申請・承諾を取れば非公開の練習場へ立ち入ることができた）。
2013年より執行されたJリーグクラブライセンス制度では「クラブが年間を通じて使用できる天然芝もしくは人工芝のピッチ1面・屋内トレーニング施設・クラブハウス・メディカルルームがあること」がJ1・J2ライセンスのA等級基準とされ、さらに2015年からは「専用もしくは優先的に使用できる天然芝のピッチ1面と、隣接するクラブハウスがあること」がJ1ライセンスのA等級基準とされている。甲府は専用の練習場はないものの優先的に使用できる練習場があるとみなされたことでJ1ライセンスの発給を受けており、また隣接したクラブハウスも設置したことから2015年から執行した追加基準もクリアしている。

## 経過

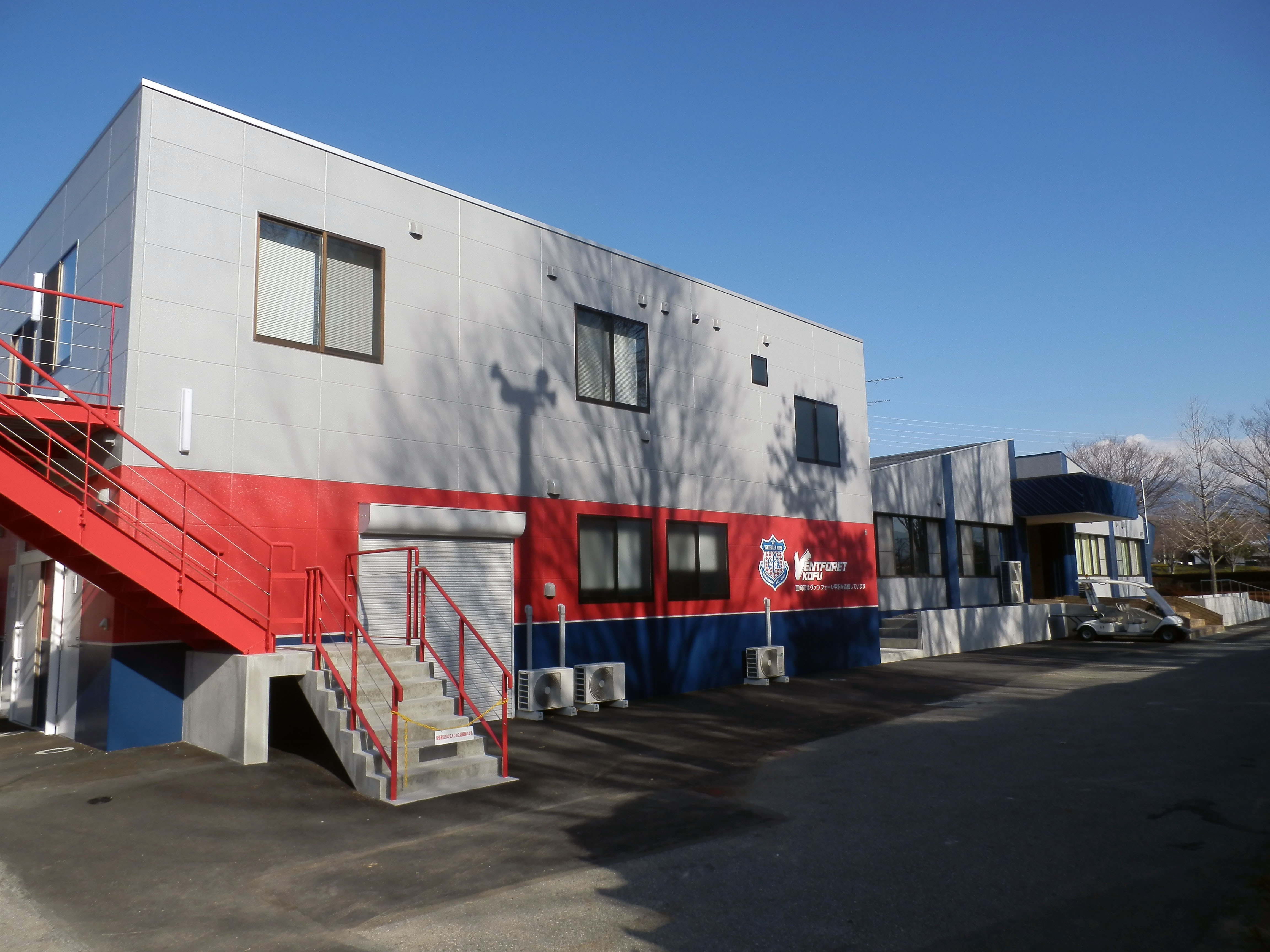
韮崎中央公園内にあるクラブハウス。参入から15年目の2013年にようやくクラブハウスが竣工した。

Jリーグ参入時から甲府は市営競技場や多目的運動場、民間のグラウンドを回り練習を行なっていたが、クラブハウスはおろか更衣室やシャワー室が無いところがほとんどで、選手はグラウンド上で着替えを行う、ミーティングも屋根の無い青空の下で行なう、練習後はホースで水を浴びるなど、練習環境は他のJリーグクラブと比較すると著しく劣っていた。また、予定していた練習場も天候などで借りることができない場合があり、その時は甲府市内を流れる荒川の河川敷空き地を利用したり、小瀬スポーツ公園の広場を使うことすらあったという。練習場が固定されないことはスタッフにとっても負担であり、用具をトラックに積み毎日各所へ移動しなければならないほか、急に練習場が変更になった場合選手に変更の連絡を早急に行わなければならない等苦労が絶えなかった。このためクラブにとって固定されたクラブハウス付練習場の確保は急務であったが、経営危機問題の解消や選手寮など他のインフラ整備も行なわなければならなかったことから、なかなか進まなかった。

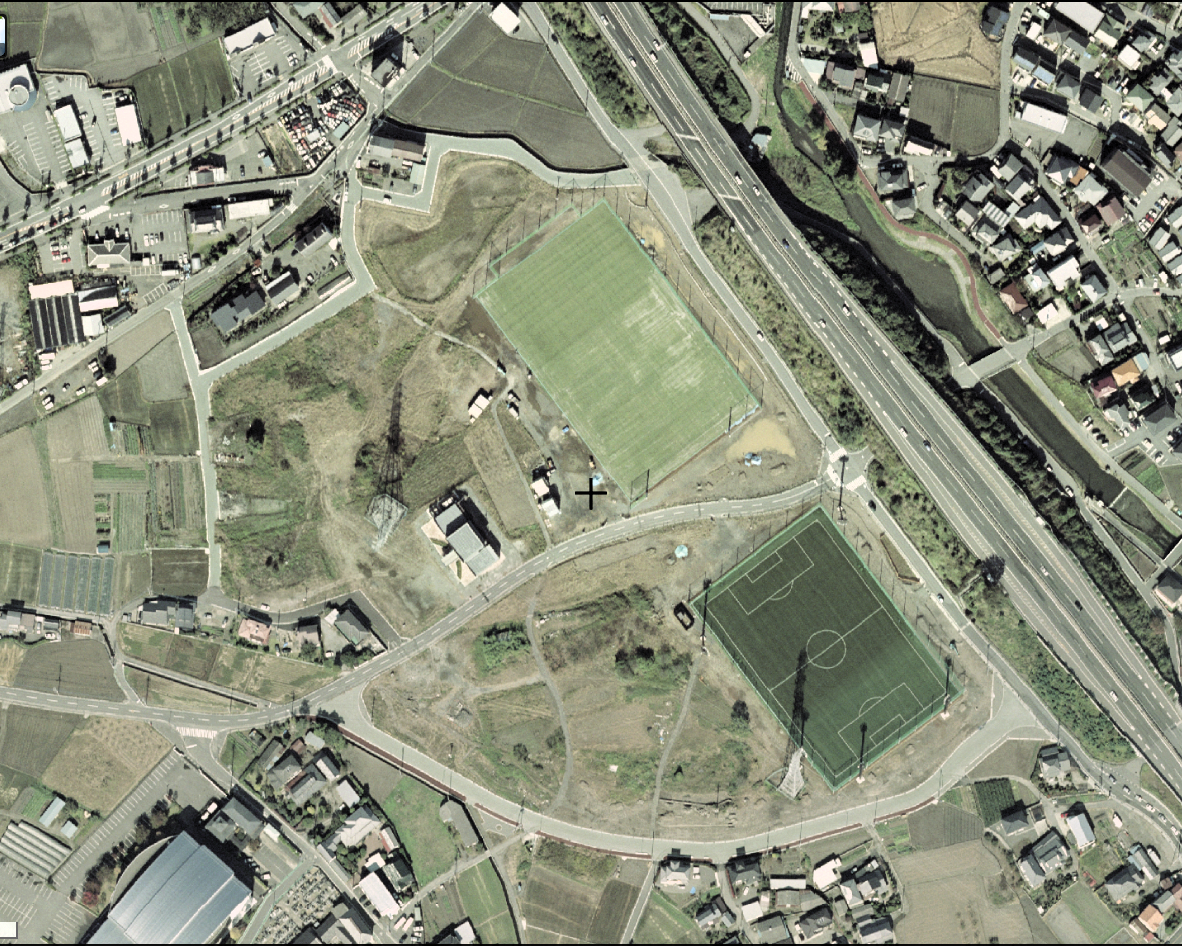
押原公園グラウンド (2007年撮影)

2006年に中巨摩郡昭和町が防災事業の補助金や日本サッカー協会からの助成金などを使用し押原公園グラウンドとしてスポーツ公園を建設することになり、そこをヴァンフォーレ甲府の練習場として使用することが決定した。押原公園には夜間照明設備が完備された天然芝と人工芝のグラウンドが1面ずつあるほか、シャワー室や会議室、ロッカールームのある管理棟などこれまでの環境とは比較にならない設備が整っていた。公園は2006年秋から整備が開始され、2007年春には供用が開始される予定であった。しかし整備途中で町長が変わると方針が変更され、竣工は当初より1年遅れの2008年となった。さらに町民を優先的に使用させたいという意向から、「練習として使用できるのは週2日まで、使用料の減免はなし」となる。このため押原公園グラウンドが使用できない日は従来どおり他の練習場を回り、外での着替えや青空ミーティングを強いられることになった。

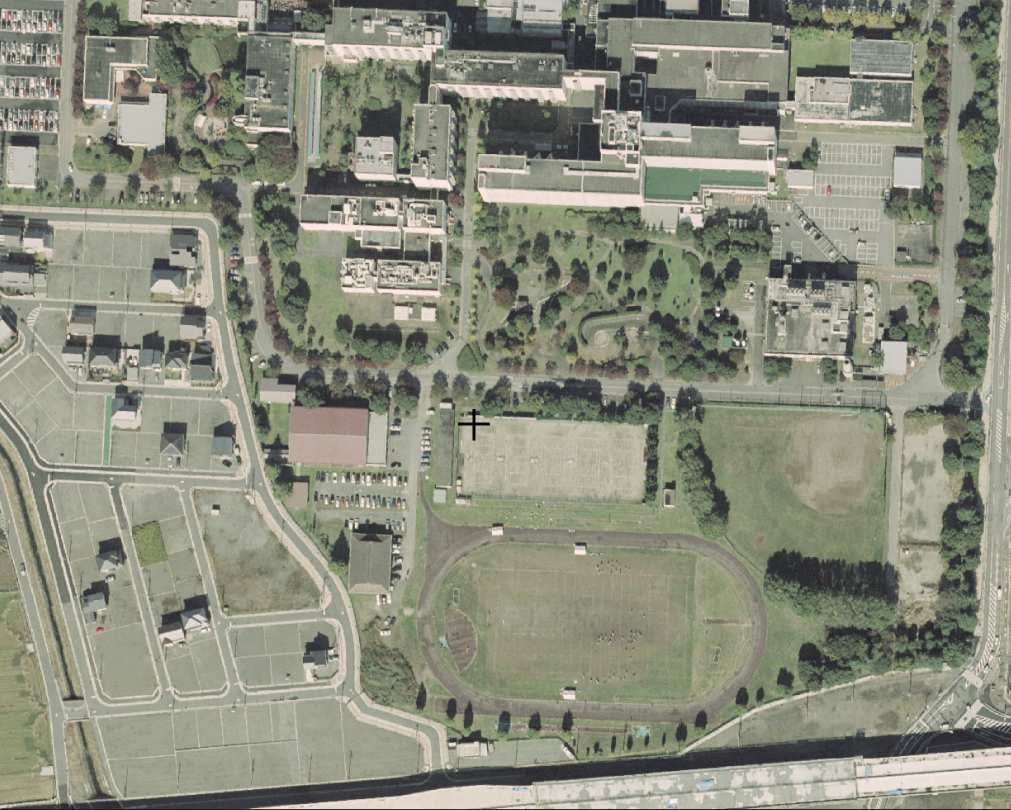
山梨大学医学部グラウンド (2007年撮影)

押原の使用が限られることとなり、新たな練習場を探していたクラブは2010年に山梨大学と連携し、中央市にある医学部グラウンドを整備、3月より利用を開始した。芝生や更衣室やシャワー室、ミーティングルームなどを備えたグラウンド管理棟を設置したうえで大学に譲渡し、維持管理をヴァンフォーレ側がする代わりに所有者の大学側が使用しない時は最優先で使用できる。グラウンドは1面のみであるが、小瀬競技場と同じ夏冬混合の天然芝を張っている。また、医学部グラウンドでは週4日ほどの使用が可能になったことからこれまで使用してきた練習場を削減、移動時間や天候による変更を大幅に減らすことが可能になった。
2013年より適用されるJリーグクラブライセンス制度において「クラブが年間を通じて使用できる天然芝もしくは人工芝のピッチ1面」がA基準（ライセンス交付のために無条件に必須とされる基準）として定められており、専用の練習場がない甲府についても押原公園や医学部グラウンドなど年間を通じて練習する環境を整えたことで2012年の審査ではクリアされ、J1ライセンスが発行された。しかし昇格がかかっていた2012年10月に医学部グラウンドと押原公園の天然芝が養生期間のため使用できず、J1昇格が決定する試合前の5日間はすべて別の練習場で行わさざるを得なくなり、その中には公式サイトにない韮崎市営総合運動場を使用する日もあった。この状況にサポーターは専用練習場とクラブハウスを求める横断幕を掲げたほか、昇格を決定した後の記者会見で城福浩監督は専用の練習場がないことを挙げ、これが選手やスタッフの負担になっていると訴えた。
これを受け各方面と再び協議を行なった結果、2012年の優勝報告会に出席した韮崎市の横内公明市長が挨拶の中で現在練習場の一つとして使用している韮崎中央公園芝生広場を改修し、優先的に使用することを発表した。グラウンドを小瀬や医学部グラウンドと同じ芝とし、また選手ロッカーや監督室、浴場などを備えたクラブハウスの建設も行なわれ、2013年10月6日より使用を開始した。

## 練習場一覧
ヴァンフォーレ甲府公式サイト「練習場一覧」に記載されている一覧より。

### 韮崎中央公園芝生広場
名称は芝生広場であるが、実際はサッカー用に整備された球技場である。
2013年にクラブハウスが整備され、練習は主に当芝生広場で行っている。なお、当芝生広場にて練習を行う日はクラブハウスおよびその周辺は一般人立入は禁止となる（練習のない日は立入可。ただしクラブハウスの入場は禁止）。

### 山梨大学医学部グラウンド
元々は国立山梨医科大学のグラウンドとして陸上競技部やアメリカンフットボール部などが使用し、2002年（平成14年）に旧・山梨大学と統合し山梨大学が設立した後も医学部チームとして当グラウンドを使用している。また、2010年（平成22年）よりJリーグ・ヴァンフォーレ甲府が使用することになり、グラウンドの整備が行われたほかヴァンフォーレ甲府を運営するヴァンフォーレ山梨スポーツクラブがグラウンドの管理を行っている。
韮崎中央公園芝生広場が整備されるまでは当グラウンドを主要練習場としており、現在も韮崎中央公園芝生広場が芝生養生や韮崎市のイベント等で使用できない場合は当グラウンドで練習場を行っている。　

#### 施設
グラウンドは天然芝1面で山梨中銀スタジアムと同じ暖地型西洋芝（ティフトン類）と寒地型西洋芝（ライグラス類）の混合芝を植えている。また、オーバーシードを行っているため全シーズンでの利用が可能になっている。ヴァンフォーレ甲府の練習場利用以外にも山梨大学の授業や社会貢献の場としても利用される。
隣接する形でプレハブ平屋建の管理棟があり、ヴァンフォーレ甲府が専用で使用している。内部は更衣スペースやシャワー室、ミーティングルームを備えている。

#### アクセス
公共交通機関を利用する場合は身延線小井川駅から徒歩12分、または甲府駅8番乗り場より山梨交通バス57系統「後屋経由山梨大学医学部付属病院」行きに乗車し「医大宿舎入口」で下車し徒歩5分。若しくは同56・58系統の「山梨大学医学部付属病院」行きに乗車、終点で下車し徒歩8分。
自動車の場合は中央自動車道甲府昭和インターチェンジより15分、甲府駅より30分。ただし見学を目的とする場合は路上駐車禁止は勿論のこと、山梨大学および医学部附属病院の駐車場は利用不可能となっており、近隣にあるイオンタウン山梨中央のかっぱ寿司店舗南側の甲府ののぼり旗が設置されている区画に駐車することになる。

### 押原公園グラウンド
韮崎中央公園芝生広場および山梨大学医学部グラウンドが使用不可の場合は当公園にある天然芝グラウンドまたは人工芝グラウンドにて練習を行っている。

### その他練習場
練習場一覧には記載されているが、実際練習が行われるのはごく稀となっている。
- 韮崎中央公園陸上競技場
- 御勅使南公園ラグビー場
- 敷島総合公園（多目的運動場）
- 櫛形総合公園陸上競技場

## 過去の練習場
山梨大学医学部グラウンドが整備された2010年に公式サイト「練習場一覧」から削除された練習場である。下記以外の場所でも練習を行っていた事もあり、また公式サイトから削除された後も韮崎中央公園芝生広場が整備されるまで練習を行っていた事がある。
社有地や教育機関のグラウンドを使用していたこともあり、この場合非公開として一般の立ち入りを禁止していた。ただし、メディア関係者のみクラブの許可を得て入場することができた。

### 公開

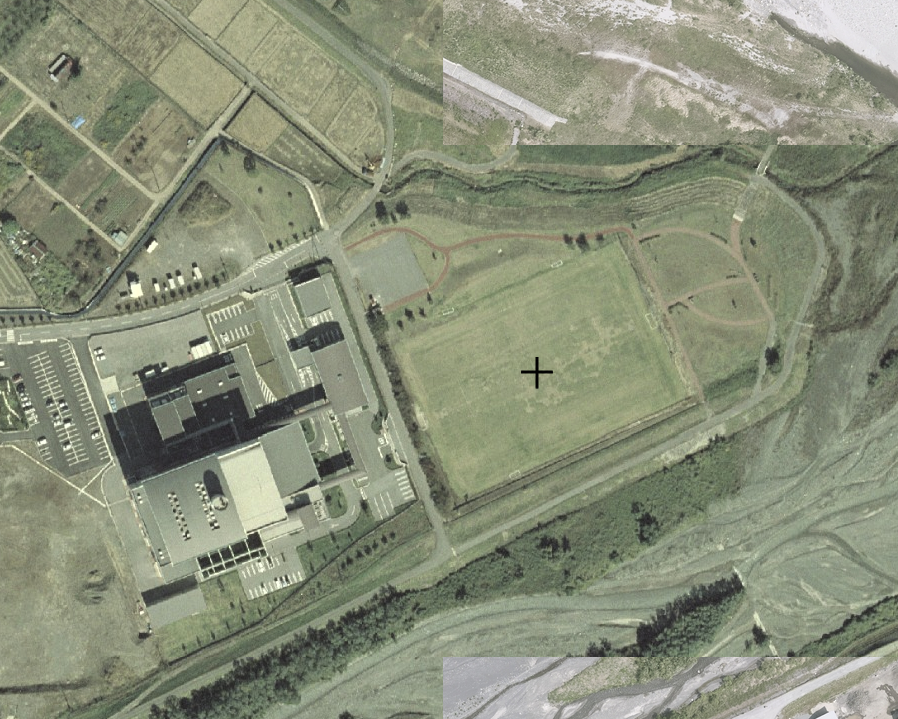
韮崎市御勅使サッカー場

- 山梨県小瀬スポーツ公園補助競技場
- 韮崎市営総合運動場

上記「韮崎中央公園」とは別の場所（韮崎中央公園は北杜市寄りの七里岩に位置するが、市営総合運動場は甲斐市寄り）にある。
- 韮崎市御勅使サッカー場

上記「御勅使南公園」とは別の場所（御勅使南公園は南アルプス市、御勅使サッカー場は韮崎市）にある。
- 緑が丘スポーツ公園陸上競技場
- WINフットサルクラブ
- 北杜市長坂総合スポーツ公園陸上競技場

### 非公開

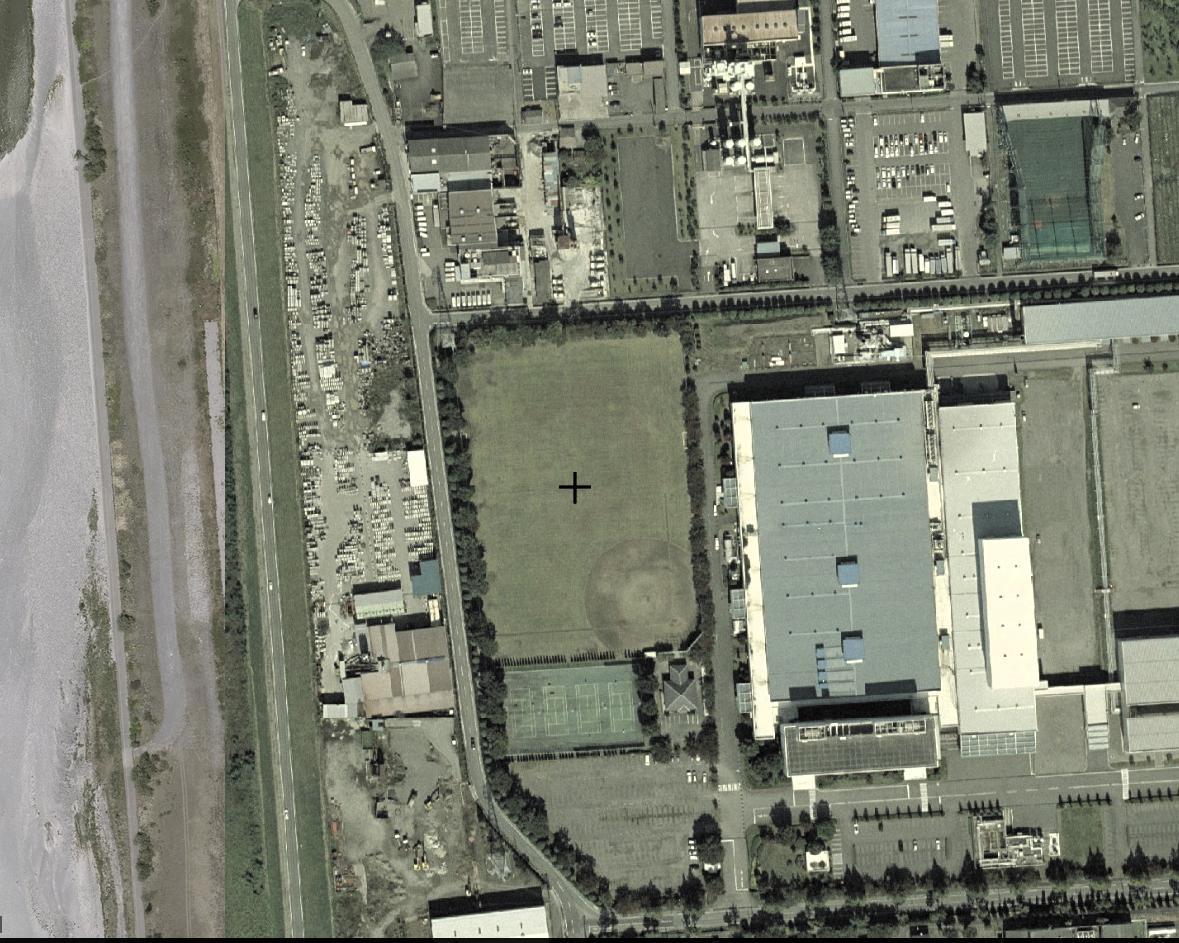
テルモ甲府工場グラウンド

- テルモ甲府工場グラウンド
- 山梨学院大学和戸ラグビー場（人工芝）
- 日本航空高等学校人工芝グラウンド（人工芝）

## アカデミー練習場
下部組織用として八田河川敷グラウンド（はったかせんじきグラウンド）がある。南アルプス市下高砂の釜無川左岸河川敷に整備され、U-18以下の練習場および試合会場として使用されている。トップチームと異なりヴァンフォーレ甲府専用のため、下部組織の練習場はほぼ固定されている。

### 設備

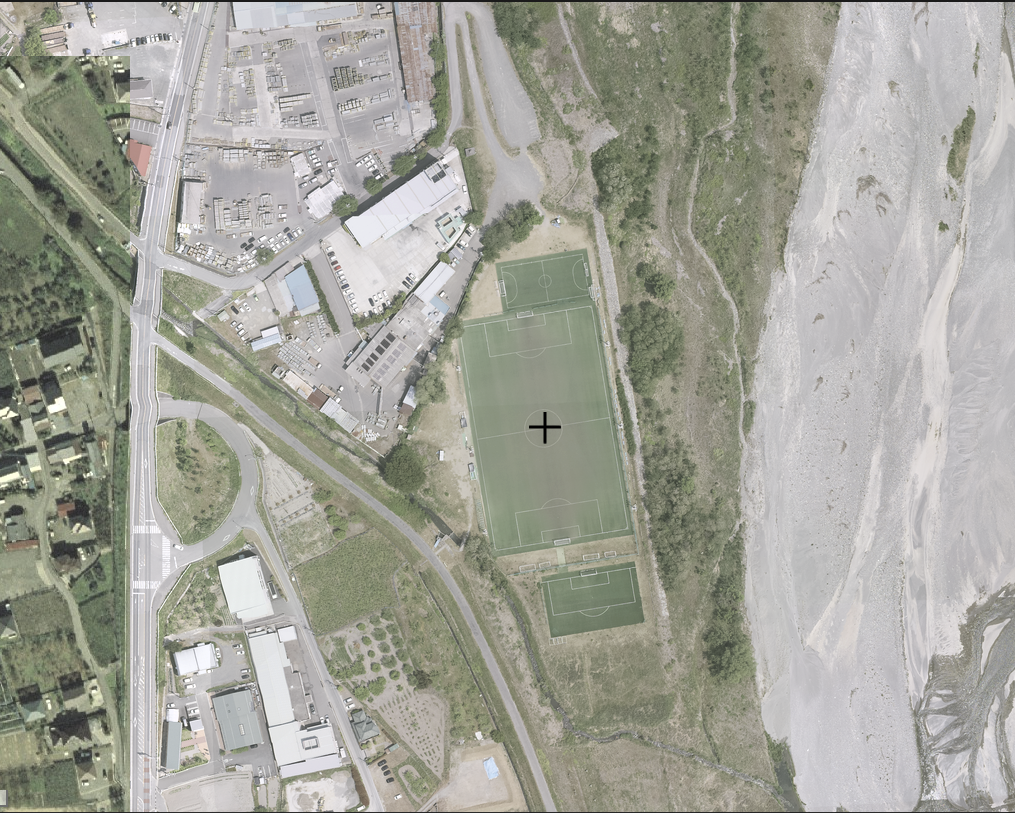
八田河川敷グラウンド

- 人工芝グラウンド一面
- フットサルグラウンド一面
- クラブハウス

### アクセス
- 中央本線甲府駅または韮崎駅より山梨交通34・35・39系統に乗り信玄橋バス停下車。徒歩5分。
- 中央本線竜王駅よりタクシー10分。